# Anita Pallenbergová
Anita Pallenbergová (25. leden 1944, Řím, Itálie – 13. červen 2017, Chichester, Spojené království) byla německo-italská herečka a modelka, která se do povědomí veřejnosti dostala hlavně díky spolupráci s kapelou The Rolling Stones.

## Životopis
Anita Pallenbergová se narodila v Římě za druhé světové války. Studovala internátní školu, ze které byla v šestnácti letech vyloučena. V mládí odešla z Itálie nejprve do Německa, kde pracovala jako modelka a spolupracovala s Andy Warholem. Později začala pracovat jako herečka. Hrála ve filmech Vražda a zabití (1967), Barbarella (1968) nebo ve filmu Představení (1970), kde hrála po boku Micka Jaggera. Anita spolupracovala v 60. letech s kapelou The Rolling Stones. V kapele měla vztahy s Brianem Jonesem, zakladatelem kapely, s kytaristou Keithem Richardsem, se kterým měla tři děti. Syn Marlon se narodil v roce 1969, dcera Dandelion Angela v roce 1972 a další syn Tara v roce 1976, ale zemřel na zápal plic v 10 týdnech.
Podle některých zdrojů měla Anita milostné poměry i se zpěvákem Mickem Jaggerem. V době, kdy užívala drogy, se nakazila virovou hepatitidou typu C. 
Anita Pallenbergová zemřela náhle v úterý 13. června 2017. 

## Filmografie
- 1967 – Vražda a zabití – Marie
- 1968 – Barbarella – velká tyranka, režie Roger Vadim
- 1970 – Představení – Pherber
- 2007 – Pan Osamělý – královna
- 2011 – 4:44 Last Day On Earth – Diana